# Atletismo nos Jogos Olímpicos de Verão de 2020 - 10000 m masculino
O evento dos 10000 metros masculino nos Jogos Olímpicos de Verão de 2020 ocorreu em 30 de julho de 2021 no Estádio Olímpico. Vinte e cinco atletas participaram da competição.

## Qualificação
Um Comitê Olímpico Nacional (CON) pode inscrever até 3 atletas qualificados no evento masculino dos 10000 metros desde que todos os atletas atendam ao padrão de inscrição ou se classifiquem pelo ranking durante o período de qualificação (o limite de 3 está em vigor desde o Congresso Olímpico de 1930). O tempo padrão a qualificação é 27:28.00. Este padrão foi "estabelecido com o único propósito de qualificar atletas com desempenhos excepcionais incapazes de se qualificar através do caminho do Ranking Mundial da IAAF". O ranking mundial, baseado na média dos cinco melhores resultados do atleta durante o período de qualificação e ponderado pela importância do evento, foi usado para qualificar os atletas até que o limite de 27 fosse alcançado.
O período de qualificação foi originalmente de 1 de maio de 2019 a 29 de junho de 2020. Devido à pandemia de COVID-19, este período foi suspenso de 6 de abril de 2020 a 30 de novembro de 2020, com a data de término estendida para 29 de junho de 2021. O início do período do ranking mundial a data também foi alterada de 1 de maio de 2019 para 30 de junho de 2020; os atletas que atingiram o padrão de qualificação naquela época ainda estavam qualificados, mas aqueles que usavam as classificações mundiais não seriam capazes de contar os desempenhos durante esse tempo. Os padrões de tempo de qualificação podem ser obtidos em várias competições durante o período determinado que tenham a aprovação da IAAF. Tanto competições ao ar livre quanto em recinto fechado eram elegíveis para a qualificação. Os campeonatos continentais mais recentes podem ser contados no ranking, mesmo que não durante o período de qualificação.
Os CONs também podem usar sua vaga de universalidade — cada CON pode inscrever um atleta masculino independentemente do tempo, se não houver nenhum atleta masculino que atenda ao padrão de entrada a um evento de atletismo — nos 10000 metros.

## Formato da competição
O evento consiste de uma única bateria, já valendo a definição das medalhas.

## Calendário
Horário local (UTC +9)
| 30 de julho |
| 20:30       |
| ----------- |
| Final       |

## Medalhistas
| Ouro   | ETH Selemon Barega   |
| Prata  | UGA Joshua Cheptegei |
| Bronze | UGA Jacob Kiplimo    |

## Recordes
Antes desta competição, os recordes mundiais e olímpicos da prova eram os seguintes:
| Tipo | Atleta           | Tempo    | Local    | Data                 |
| ---- | ---------------- | -------- | -------- | -------------------- |
|      | Joshua Cheptegei | 26:11.00 | Valência | 7 de outubro de 2020 |
|      | Kenenisa Bekele  | 27:01.17 | Pequim   | 17 de agosto de 2008 |

### Por região
| Área                               | Tempo    | Atleta                | Nação          |
| ---------------------------------- | -------- | --------------------- | -------------- |
| África                             | 26:11.00 | Joshua Cheptegei      | Uganda         |
| Ásia                               | 26:38.76 | Ahmad Hassan Abdullah | Catar          |
| Europa                             | 26:46.57 | Mo Farah              | Reino Unido    |
| América do Norte, Central e Caribe | 26:44.36 | Galen Rupp            | Estados Unidos |
| Oceania                            | 27:22.55 | Patrick Tiernan       | Austrália      |
| América do Sul                     | 27:28.12 | Marílson dos Santos   | Brasil         |

## Resultados
A final foi disputada em 30 de julho, às 20:30 locais.
| Pos.              | Atleta              | CON                | Tempo    | Notas                |
| ----------------- | ------------------- | ------------------ | -------- | -------------------- |
| Medalha de ouro   | Selemon Barega      | ETH Etiópia        | 27:43.22 |                      |
| Medalha de prata  | Joshua Cheptegei    | UGA Uganda         | 27:43.63 | Recorde da temporada |
| Medalha de bronze | Jacob Kiplimo       | UGA Uganda         | 27:43.88 |                      |
| 4                 | Berihu Aregawi      | ETH Etiópia        | 27:46.16 |                      |
| 5                 | Grant Fisher        | USA Estados Unidos | 27:46.39 |                      |
| 6                 | Mohammed Ahmed      | CAN Canadá         | 27:47.76 | Recorde da temporada |
| 7                 | Rodgers Kwemoi      | KEN Quênia         | 27:50.06 |                      |
| 8                 | Yomif Kejelcha      | ETH Etiópia        | 27:52.03 |                      |
| 9                 | Rhonex Kipruto      | KEN Quênia         | 27:52.78 |                      |
| 10                | Morhad Amdouni      | FRA França         | 27:53.58 |                      |
| 11                | Yemaneberhan Crippa | ITA Itália         | 27:54.05 | Recorde da temporada |
| 12                | Aron Kifle          | ERI Eritreia       | 28:04.06 |                      |
| 13                | Carlos Mayo         | ESP Espanha        | 28:04.71 |                      |
| 14                | Marc Scott          | GBR Grã-Bretanha   | 28:09.23 |                      |
| 15                | Woody Kincaid       | USA Estados Unidos | 28:11.01 |                      |
| 16                | Joe Klecker         | USA Estados Unidos | 28:14.18 |                      |
| 17                | Akira Aizawa        | JPN Japão          | 28:18.37 | Recorde da temporada |
| 18                | Isaac Kimeli        | BEL Bélgica        | 28:31.91 |                      |
| 19                | Patrick Tiernan     | AUS Austrália      | 28:35.06 | Recorde da temporada |
| 20                | Weldon Langat       | KEN Quênia         | 28:41.42 |                      |
| 21                | Julien Wanders      | SUI Suíça          | 28:55.29 | Recorde da temporada |
| 22                | Tatsuhiko Ito       | JPN Japão          | 29:01.31 |                      |
| 23                | Kieran Tuntivate    | THA Tailândia      | 29:01.92 |                      |
| —                 | Sam Atkin           | GBR Grã-Bretanha   | —        | DNF                  |
| —                 | Stephen Kissa       | UGA Uganda         | —        | DNF                  |

Legenda
| Recorde mundial      | Recorde mundial (World record)               |                       | Recorde africano                      | Recorde africano (African) |                                           | Q | Classificado por posição (Qualified) |
| Recorde olímpico     | Recorde olímpico (Olympic record)            | Recorde da América    | Recorde da América (Americas)         | q                          | Classificado por melhor tempo (Qualified) |   |                                      |
| Melhor marca do ano  | Melhor marca do ano (World leading)          | Recorde asiático      | Recorde asiático (Asian)              | DNS                        | Não largou (Did not start)                |   |                                      |
| Recorde nacional     | Recorde nacional (National record)           | Recorde europeu       | Recorde europeu (European)            | DNF                        | Não terminou (Did not finish)             |   |                                      |
| Recorde pessoal      | Recorde pessoal do atleta (Personal best)    | Recorde da Oceania    | Recorde da Oceania (Oceania)          | DSQ / DQ                   | Desclassificado (Disqualified)            |   |                                      |
| Recorde da temporada | Recorde da temporada do atleta (Season best) | Recorde sul-americano | Recorde sul-americano (South America) | NM                         | Sem marca (No mark)                       |   |                                      |